# Coloana Mariei din München

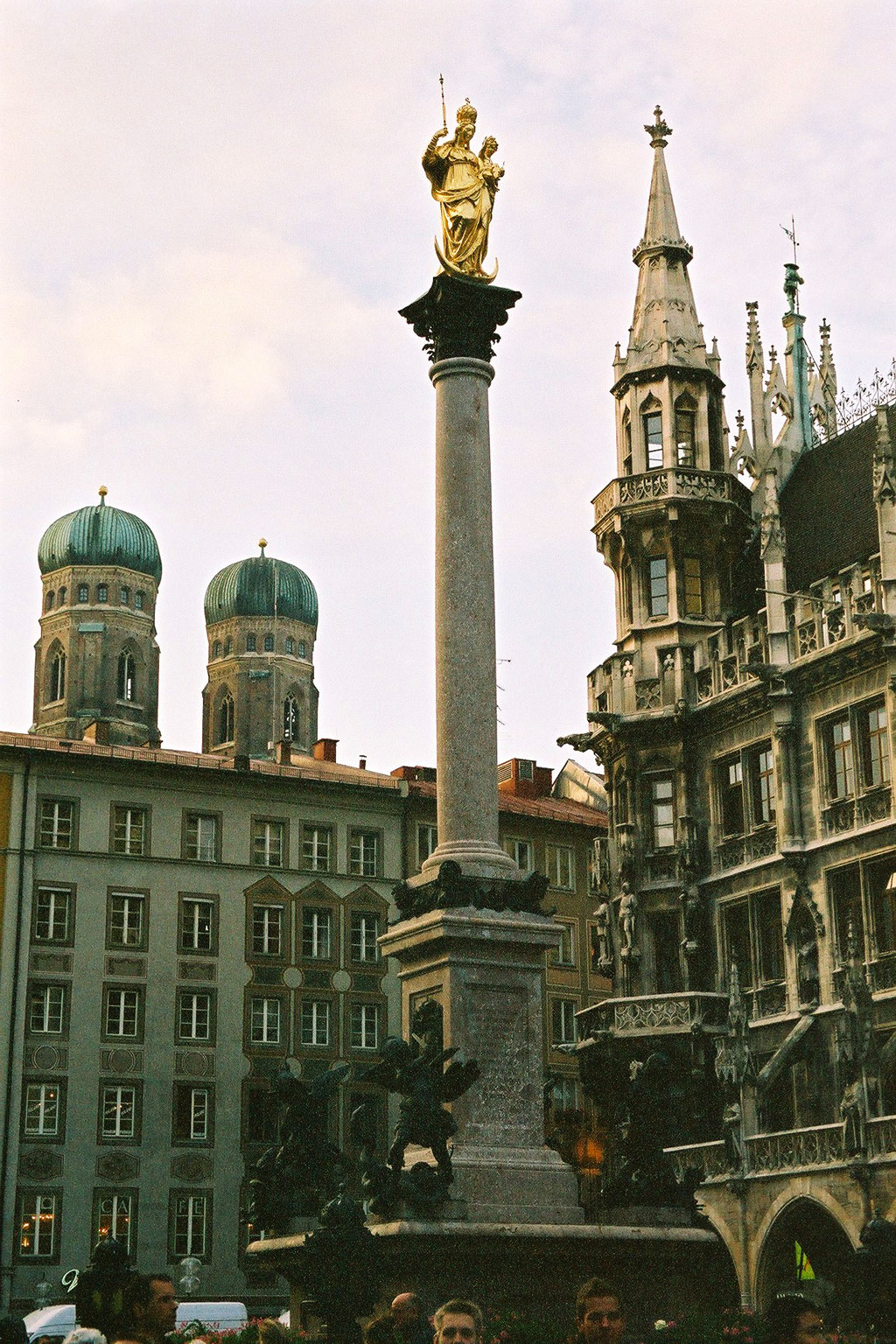
Mariensäule în piața Marienplatz din München

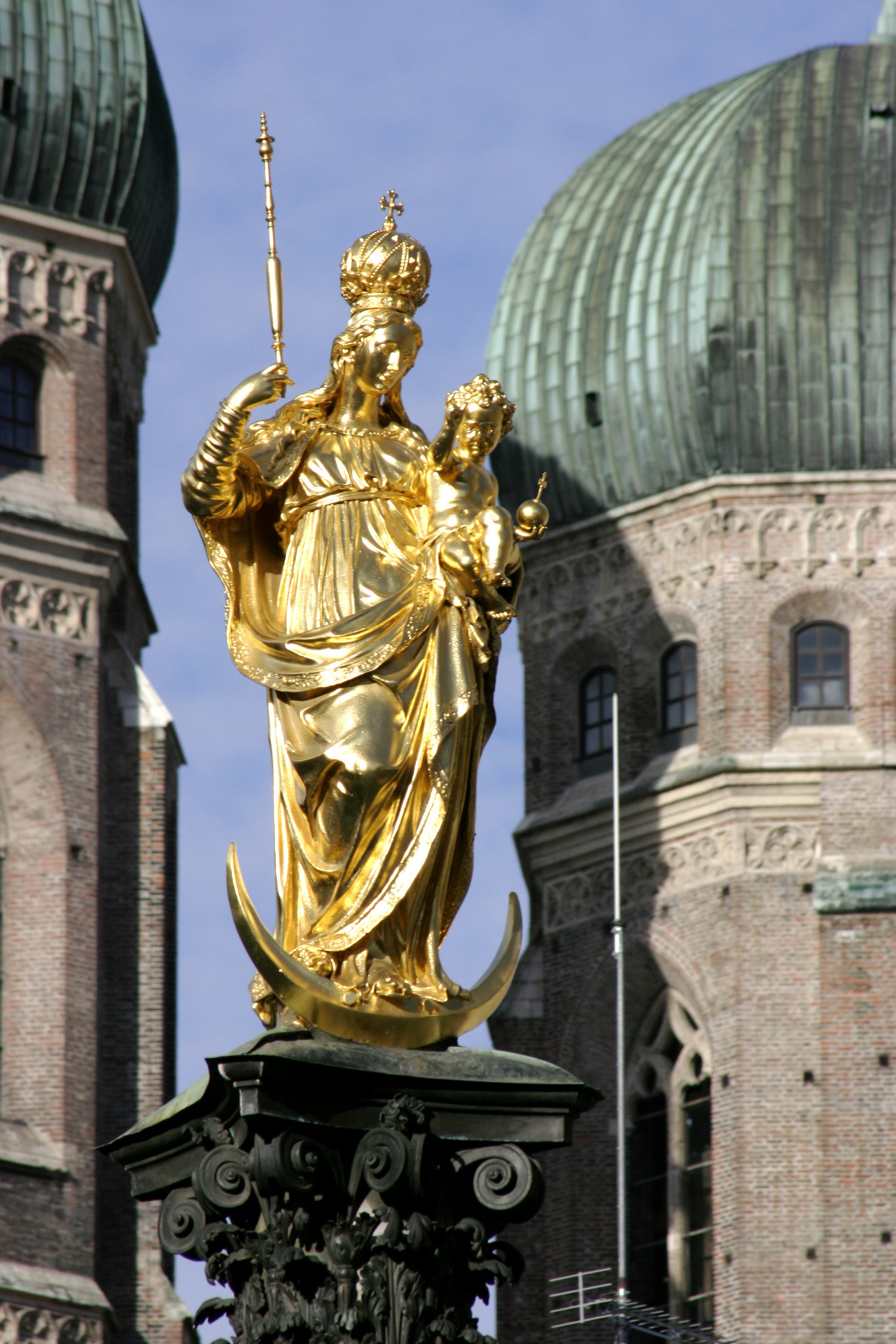
Statuia Fecioarei Maria

Coloana Mariei (în germană Mariensäule) este un monument statuar dedicat Sfintei Fecioare Maria amplasat în piața centrală Marienplatz din München. Fecioara Maria este venerată ca Patrona Bavariae (patroana Bavariei). Coloana Mariei este înscrisă în lista monumentelor istorice din München.

## Istoric
Coloana a fost ridicată în 1638, după Războiul de Treizeci de Ani, la porunca ducelui Maximilian I, Elector de Bavaria, pentru a sărbători sfârșitul ocupației suedeze. Ea are în vârf o statuie de bronz - aurită - a Fecioarei Maria stând în picioare pe o semilună ca Regina Cerului, sculptată în 1590 de Hubert Gerhard. Statuia s-a aflat inițial în Frauenkirche. Mariensäule din München a fost prima coloană de acest tip construită la nord de Alpi și a inspirat înălțarea și a altor coloane mariane în această parte a Europei.
La fiecare colț al piedestalului coloanei este o statuie a unui putto, creată de Ferdinand Murmann. Cei patru putti sunt reprezentați fiecare luptând cu un animal diferit, simbolizând depășirea obstacolelor de către oraș: războiul reprezentat de un leu, ciuma de un bazilisc, foamea sau foametea de un dragon și erezia de către un șarpe.

## Imagini

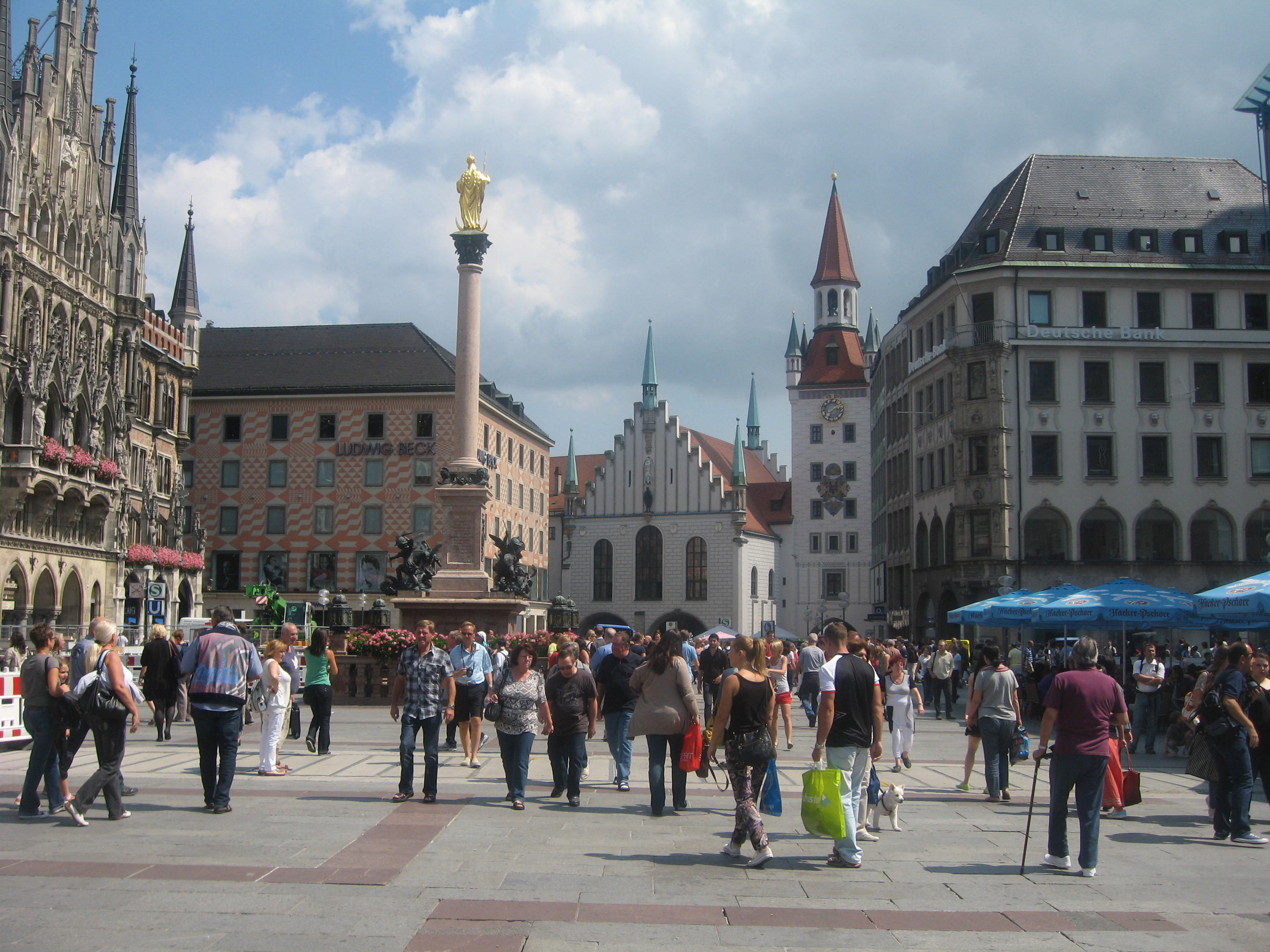
Coloana Mariei în Marienplatz
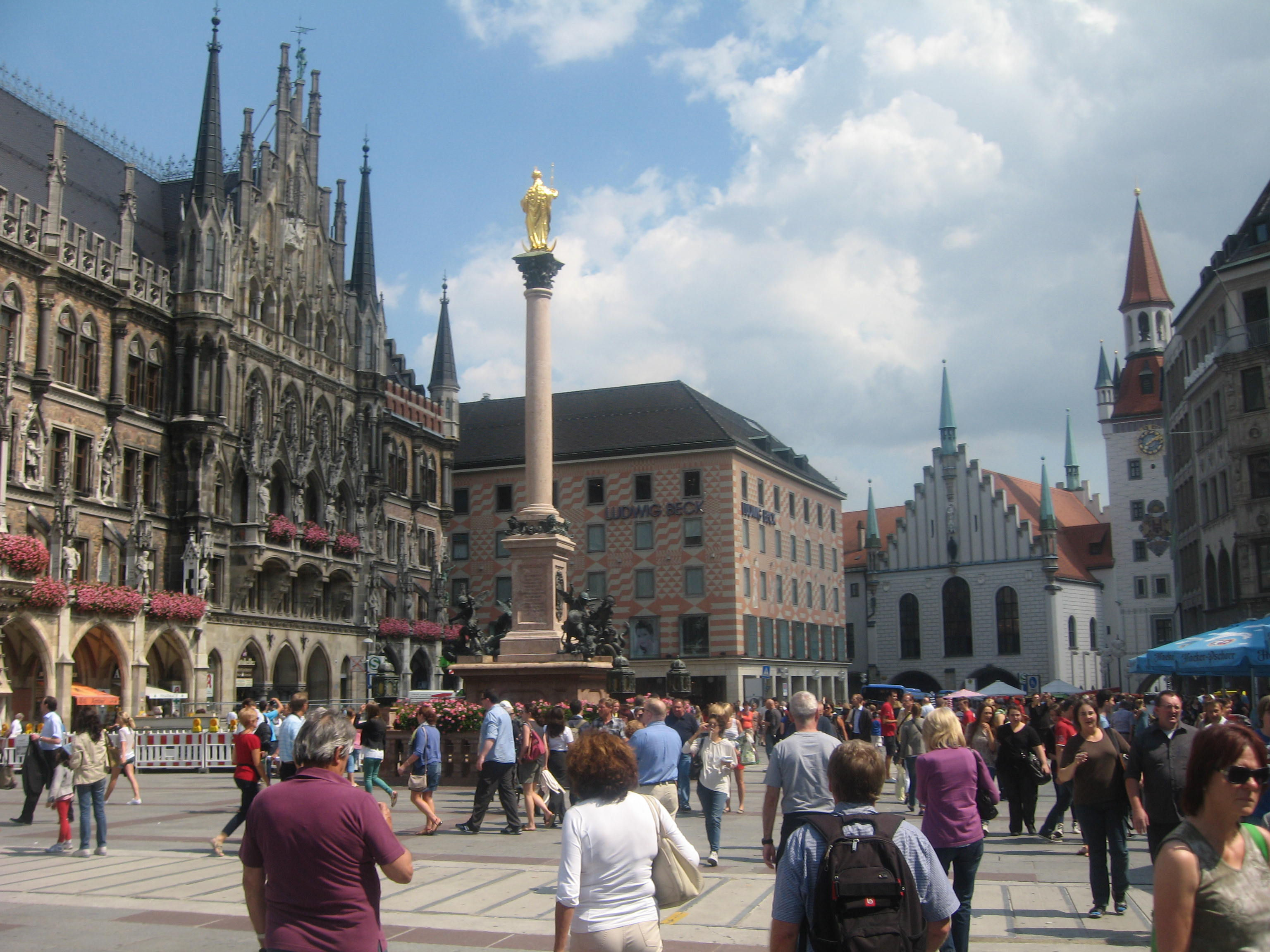
Coloana Mariei în Marienplatz
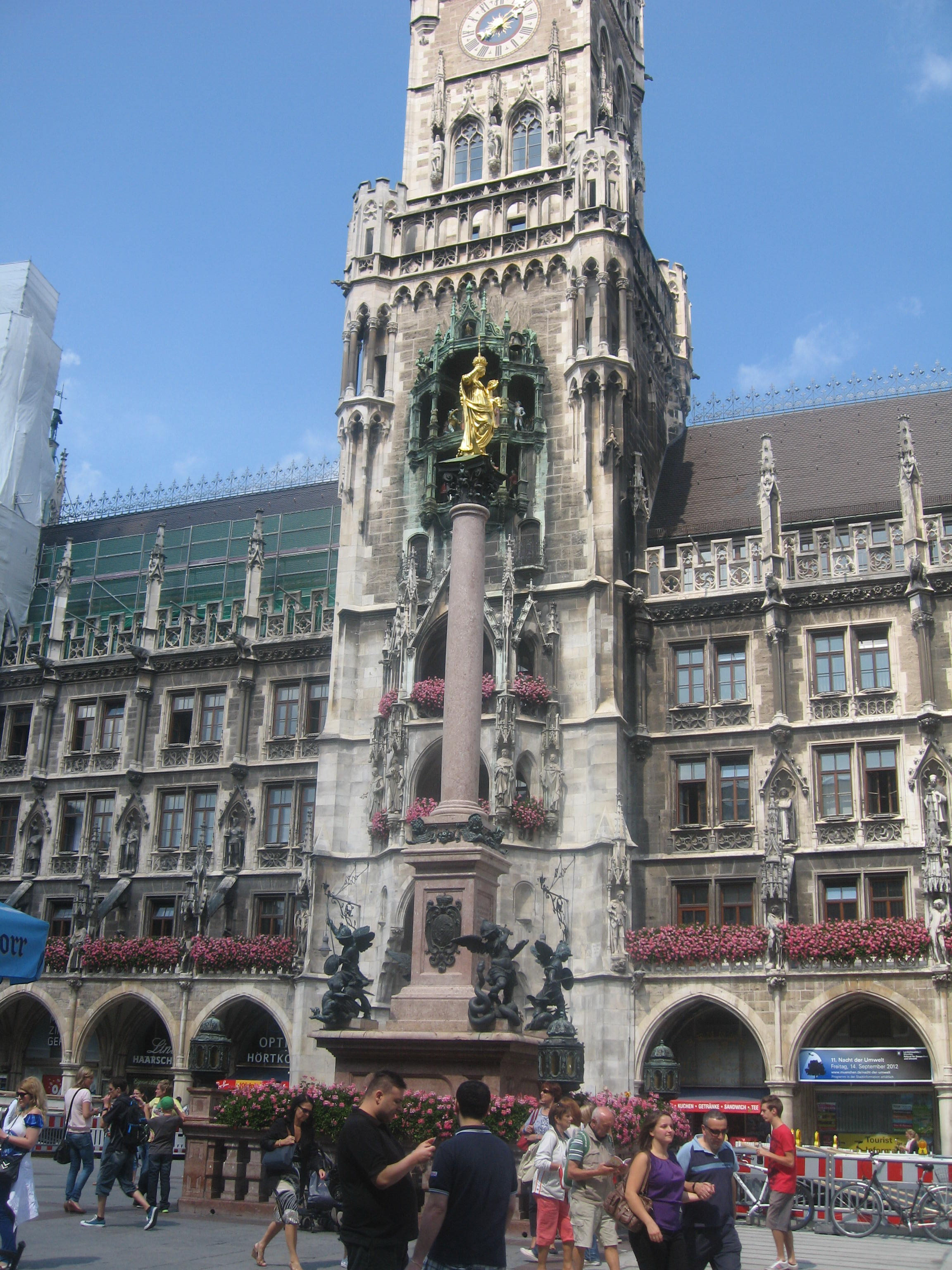
Coloana Mariei din München
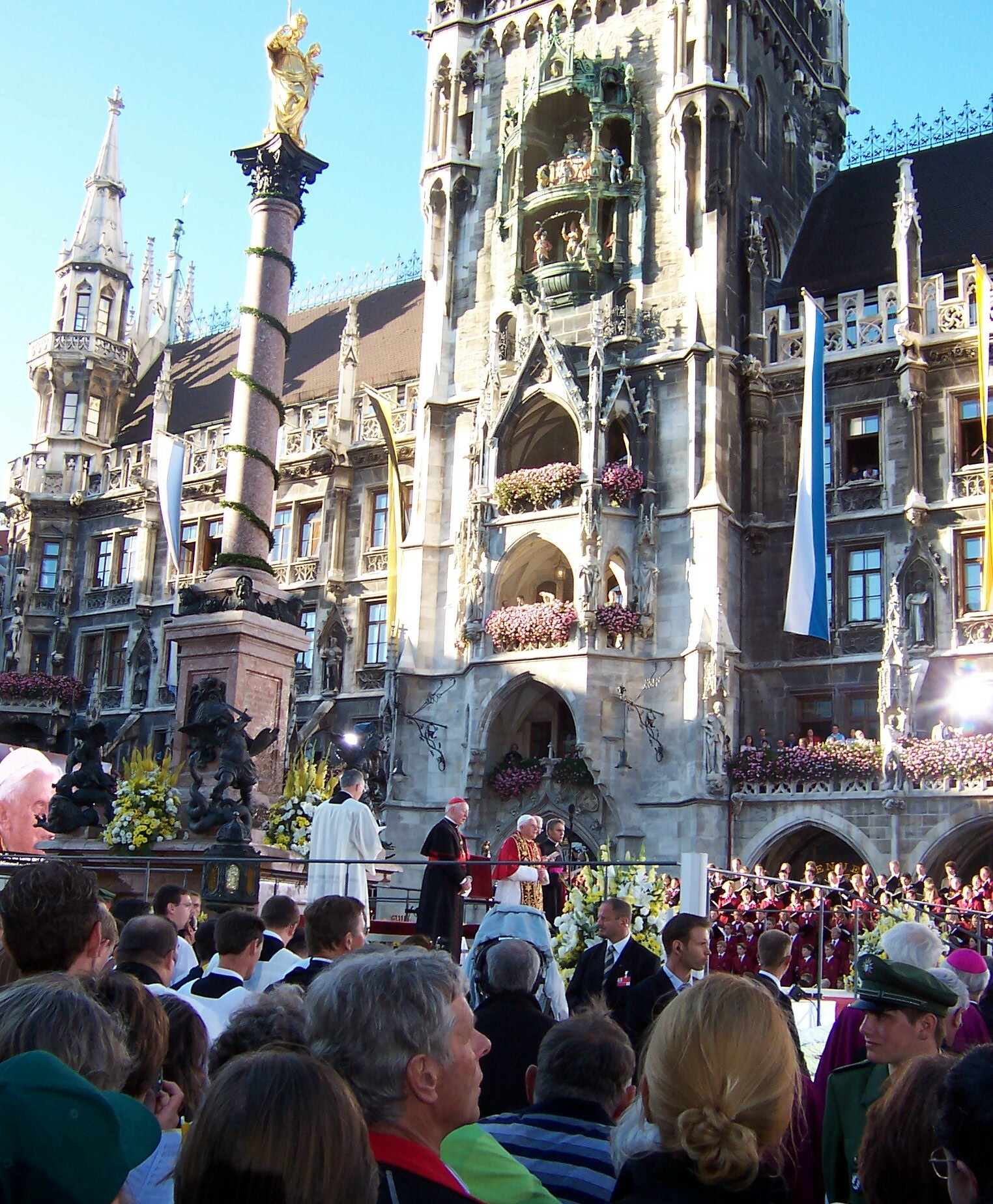
Papa Benedict al XVI-lea în fața Coloanei Mariei, 9 septembrie 2006